# Charles Asati
Charles Asati (Kenia, 3 de marzo de 1946) es un atleta keniano retirado, especializado en la prueba de 4x400 m en la que llegó a ser campeón olímpico en 1972.

## Carrera deportiva
En los JJ. OO. de Múnich 1972 ganó la medalla de oro en los relevos 4x400 metros, con un tiempo de 2:59.83 segundos, llegando a meta por delante de Reino Unido (plata) y Francia (bronce), siendo sus compañeros de equipo: Munyoro Nyamau, Robert Ouko y Julius Sang.